# Budweiser Budvar
Budweiser Budvar (tschechisch Budějovický Budvar Ausspracheⓘ) ist eine Biermarke der Brauerei Budějovický Budvar n.p. mit Sitz in Budweis, Tschechien. 2024 wurden 1,928 Mio. hl Bier gebraut. Budweiser Budvar ist die meistexportierte Biermarke Tschechiens (Stand: 2024). Budvar ist ein tschechisches Kofferwort für budějovický pivovar für „Budweiser Brauerei“.

## Geschichte

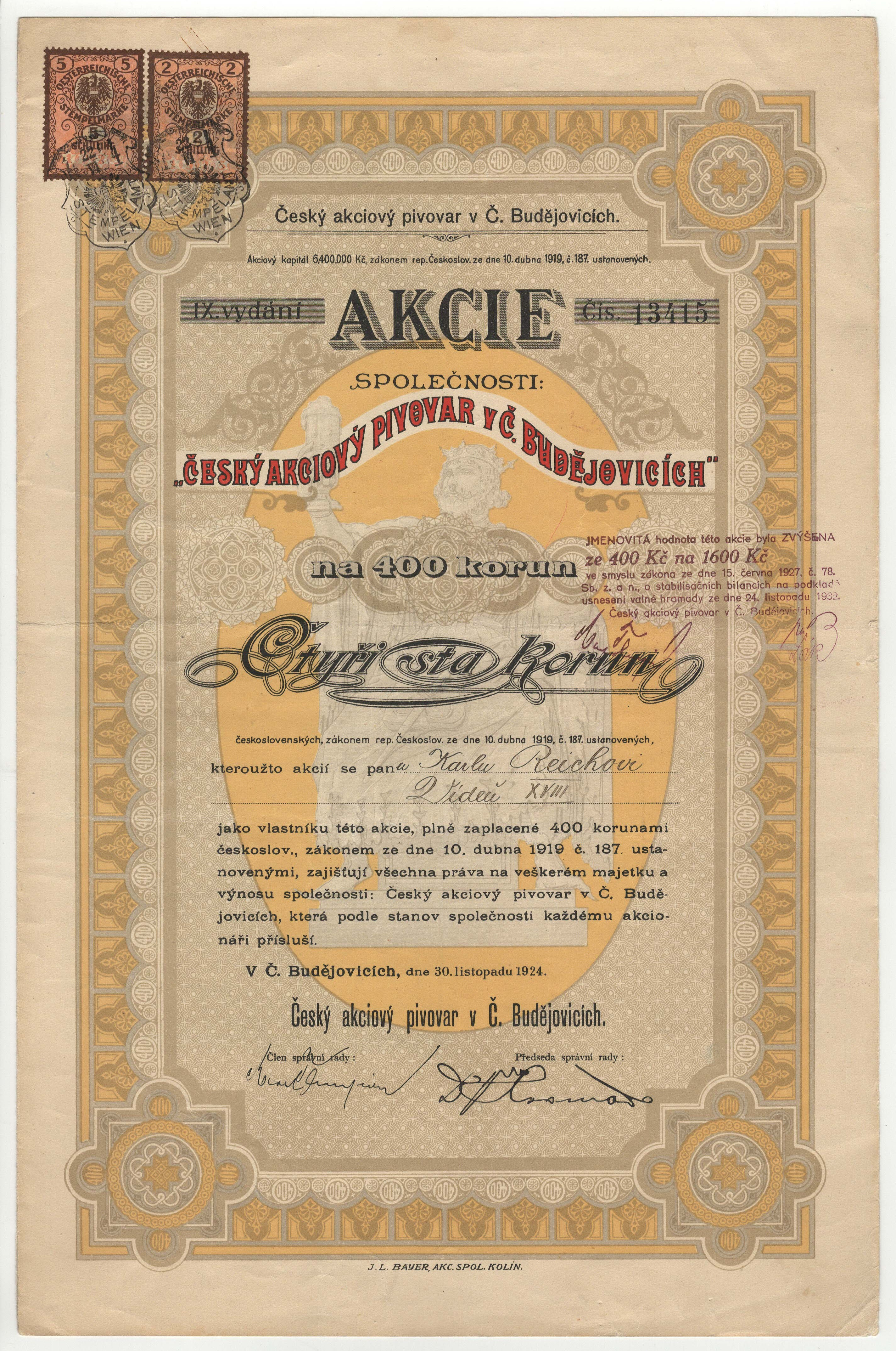
Aktie der Český akciový pivovar in Budweis vom 30. November 1924

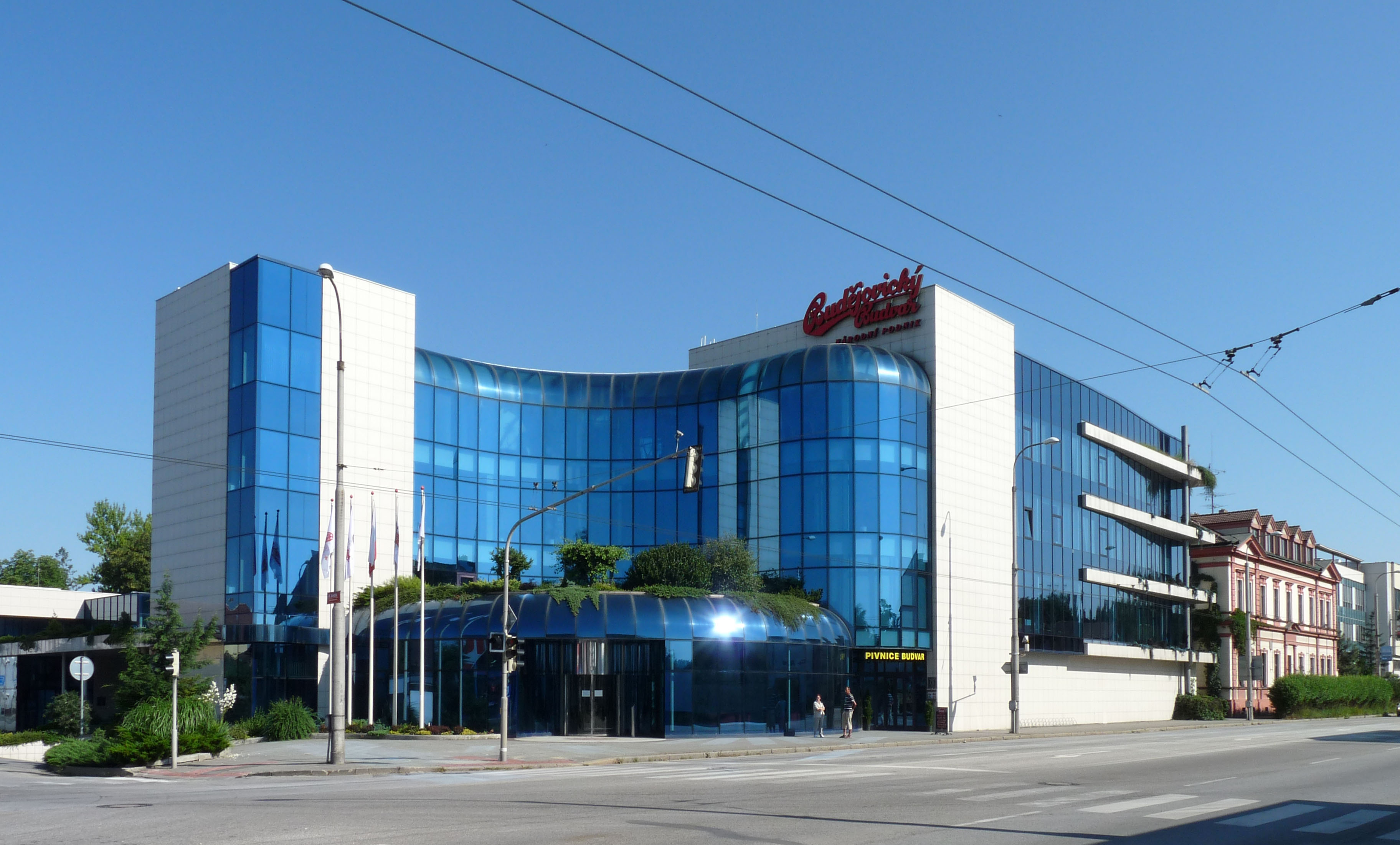
Brauereigebäude

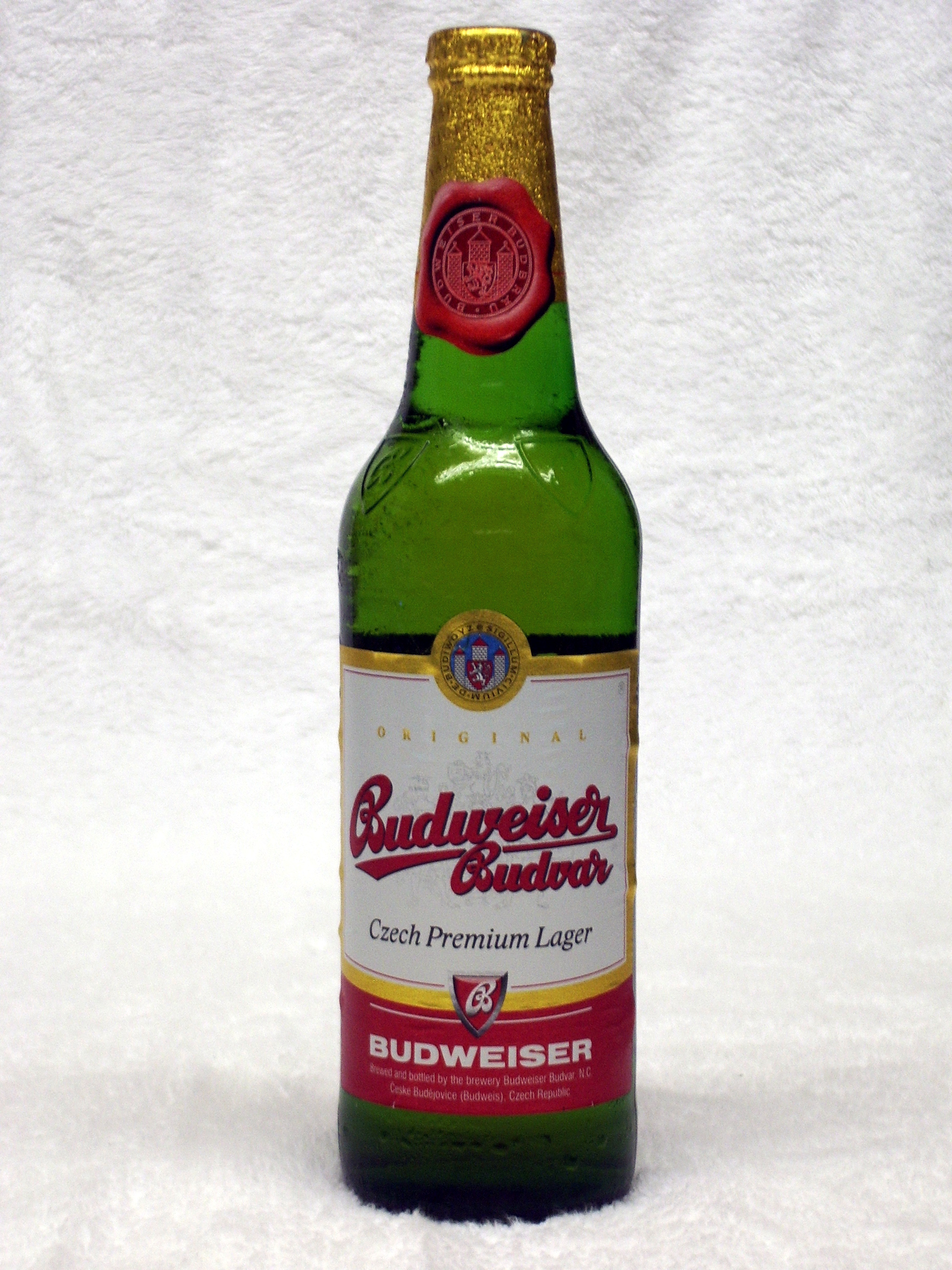
Eine Flasche Budweiser Budvar

Die Brauerei wurde 1895 in Budweis von tschechischen Brauberechtigten (August Zátka u. a.) als Aktienbrauerei Český akciový pivovar gegründet, in Konkurrenz zum Budweiser Bürgerbräu aus dem Bürgerlichen Brauhaus Budweis, welches 1795 gegründet worden war und vorwiegend deutschsprachigen Bürgern gehörte. Ende des 19. Jahrhunderts war Budweiser (wie auch Pilsner) auch in Amerika eine beliebte Verkaufsbezeichnung, um deren Nutzungsrechte ab 1907 zwischen den ortsansässigen sowie dem amerikanischen Unternehmen Anheuser Busch gestritten wurde (Budweiser-Streit). Man einigte sich, seine Produkte nur auf dem Heimatkontinent als Budweiser anzubieten. Nach 1945 wurden die beiden tschechischen Unternehmen verstaatlicht. Ab den 2000er Jahren gab es immer wieder Pläne, das Unternehmen in eine Aktiengesellschaft umzuwandeln und zu privatisieren. Nach längeren Streitereien zwischen Agrar- und Finanzministerium wurde beschlossen, die Brauerei langfristig im Staatsbesitz zu halten und umfangreich in das Unternehmen zu investieren, unter anderem in Form einer neuen Abfüllanlage. Mittlerweile wirbt die Brauerei sogar auf den Etiketten damit, kein Privatunternehmen, sondern im Besitz des Staates zu sein („Owned by the Czech Republic“).
Im Jahr 2002 gelang es der Brauerei Budvar, nach 62 Jahren erneut in den US-amerikanischen und kanadischen Markt einzusteigen. Wegen der Schutzmarkenrechte von Anheuser Busch wird das Bier dort unter der Marke Czechvar verkauft.
Bei der Marke Budvar handelt es sich um ein Bier nach ursprünglicher Budweiser Brauart, das weltweit (in über 60 Länder) exportiert wird. Die in Deutschland für Import und Marketing verantwortliche Tochtergesellschaft hat ihren Sitz im thüringischen Erfurt. In Österreich wird das Bier von Kolarik & Leeb importiert und in großen Mengen im Schweizerhaus und in der Luftburg verkauft – Lokale im Wiener Prater, die von der Familie Kolarik geführt werden.
Budweiser, Budweiser Budvar, Budvar sowie Budějovický Budvar sind in Deutschland, Tschechien und Österreich Schutzmarken. In Tschechien selbst ist das Bier als Budvar bekannt.
Im Juli 2010 entschied der Europäische Gerichtshof endgültig, dass sich Anheuser-Busch seine Marke „Budweiser“ in der EU nicht schützen lassen könne, da die tschechische Brauerei die älteren Rechte auf den Namen habe und die Markenrechte in einigen Ländern der EU bereits rechtmäßig im Besitz von Budějovický Budvar sind.

## Biersorten

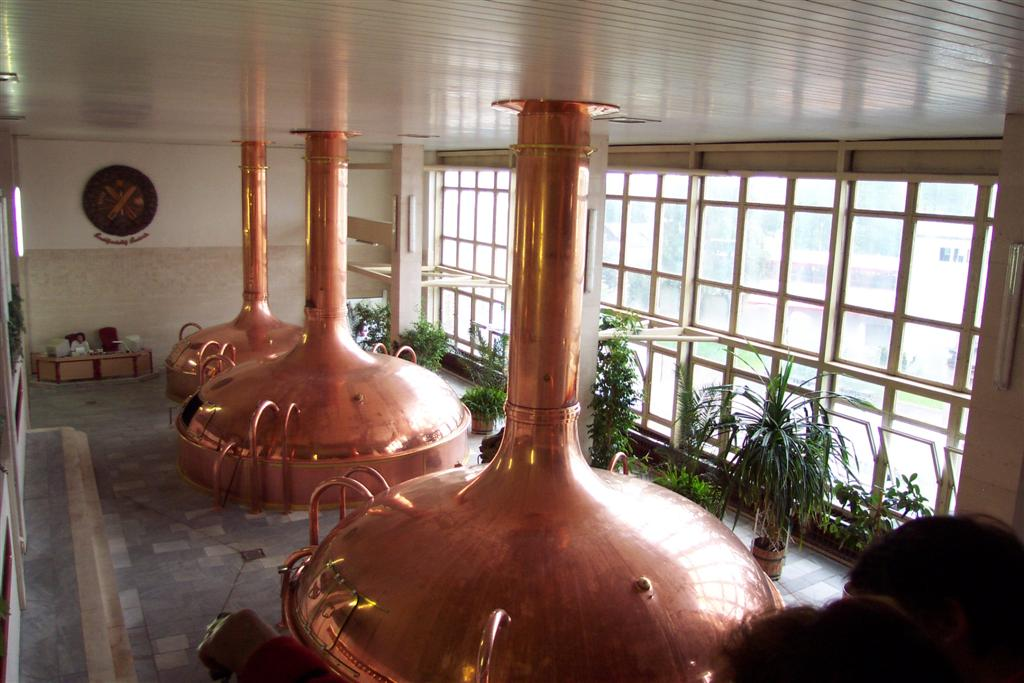
Sudhaus der Budweiser Brauerei

- Budweiser Budvar Original – Lagerbier, hell (5,0 Volumenprozent Alkoholgehalt, 11,9 % Stammwürzegehalt)
- Budvar Výčepní – helles Schankbier (4,0 Volumenprozent Alkoholgehalt, 10 % Stammwürzegehalt)
- Budvar 33 – Lagerbier, dunkel (4,6 Volumenprozent Alkoholgehalt, 11,9 % Stammwürzegehalt)
- Budvar Dark Lager – Lagerbier, dunkel (4,7 Volumenprozent Alkoholgehalt, 11,9 % Stammwürzegehalt)
- Budvar Kroužek – Hefelagerbier (5,0 Volumenprozent Alkoholgehalt, 11,9 % Stammwürzegehalt)
- Bud B:STRONG – Starkbier, hell (7,5 Volumenprozent Alkoholgehalt, 16 % Stammwürzegehalt)
- Budvar Nealko – alkoholfreies Bier (max. 0,5 Volumenprozent Alkoholgehalt)
- Budvar CVIKL – Zwickelbier, naturtrüb (4,0 Volumenprozent Alkoholgehalt)
- Pardál Echt – Helles Lager (4,5 Volumenprozent Alkoholgehalt, 11 % Stammwürzegehalt)
- Pardál – Helles Schankbier (3,8 Volumenprozent Alkoholgehalt)
- PardálOVO Bezové – Biermischgetränk (2,0 Volumenprozent Alkoholgehalt)

## Museum
Auf dem Betriebsgelände gibt es ein unternehmenseigenes Museum.